# Eparquía de Nikozi y Tsjinvali
La eparquía de Nikozi y Tsjinvali (en georgiano: ნიქოზისა და ცხინვალის ეპარქია) es una eparquía (diócesis) de la iglesia ortodoxa georgiana con sede en Nikozi, Georgia. Tiene jurisdicción sobre el municipio georgiano de Gori, aunque el 98% de la eparquía está ubicada en la de facto República de Osetia del Sur (excepto los pueblos de Kvemo y Zemo Nikozi).
El departamento y la residencia del metropolitano se encuentran en la iglesia de Zemo Nikozi.

## Historia
La eparquía de Nikozi es una de las primeras 12 diócesis de la Georgia cristiana, fundada en el siglo V por el rey Vajtang I Gorgasali, quien en el mismo siglo trasladó la capital de Mtsjeta a Tiflis. En el interior de la iglesia están enterrados los restos del primer mártir de Georgia, Razhden el Protomártir (mentor de la esposa del rey Vajtang).
Después de que el Imperio ruso aboliera la autocefalia de la Iglesia georgiana en 1811 y su subordinación al sínodo de la Iglesia ortodoxa rusa, se cerró la eparquía de Nikozi. La Iglesia ortodoxa de Georgia recuperó la autocefalia el 12 de marzo de 1917.
El 5 de abril de 1995 se decidió reabrir la eparquía de Nikozi, que estaba separándola de la eparquía de Urbnisi. El templo principal del complejo del monasterio es la iglesia de Zemo Nikozi y junto a ella se encuentra el Palacio Episcopal (originalmente de los siglos IX-X) y el campanario del siglo XVII.
Sin embargo, la nueva eparquía se preocupaba principalmente por la población georgiana en su territorio, ya que en 1992 la comunidad ortodoxa osetia de Osetia del Sur, encabezada por el laico Alexander Pujate, apeló al Patriarcado de Moscú para que la aceptara bajo su autoridad, pero se vieron obligados negarse por razones canónicas. Después de esta negativa, Alexander Pujate fue aceptado en la Iglesia ortodoxa rusa en el extranjero, donde fue ordenado monje y tonsurado. En 2000, se formó el decanato de la Iglesia ortodoxa rusa fuera de Rusia dentro de Osetia del Sur. Antes de la guerra de 2008, la eparquía tenía a cargo las iglesias en aldeas georgianas grandes y pequeñas en el territorio de la República de Osetia del Sur, en aldeas como Tamarasheni, Kejvi, Eredvi, Achabeti, Avnevi, Nuli, Ksuisi, Perevi, Ajalgori o Ikoti.
El 11 de agosto de 2008, durante la guerra ruso-georgiana, se incendiaron el Palacio Episcopal, un complejo residencial monástico, una gran biblioteca y un estudio de animación infantil ubicado en él después de un bombardeo aéreo.

## Arzobispos metropolitanos
| Imagen | Nombre           | Periodo            |
| ------ | ---------------- | ------------------ |
|        | Isaías Chanturia | 9 de abril de 1995 |